# Đuro Gračanin
Đuro Gračanin (Gacko, 5. ožujka 1899. – Zagreb, 1973.), hrvatski katolički svećenik Vrhbosanske nadbiskupije, bogoslov. Bio je sveučilišni profesor, dekan fakulteta, pisac, prevoditelj te suradnik nekolicine katoličkih časopisa.

## Životopis
Rođen u Gackom u nevesinjskoj župi Uznesenja BDM0 činovničkoj obitelji sa sedmero braće. U rodnom Gacku završio osnovnu, a u Sarajevu srpnja 1920. završio trgovačku akademiju. U Parizu je studirao pravo i izvoznu trgovinu. Ondje je upoznao Ivana Merza, koji ga je potakao svojim primjerom i riječju te je Gračanin u Parizu upisao studij filozofije na tamošnjem Katoličkom institutu, gdje je doktorirao tezom La personalité morale d'après Kant, a predgovor je napisao poznati francuski katolički filozof Jacques Maritain. Na istom institutu studirao i teologiju četiri godine (1925. – 1929.) s licencijatom i završnim doktorskim ispitima. Od 1929. svećenik. 
U Zagrebu doktorirao na Bogoslovnom fakultetu u Zagrebu disertacijom o Bergsonu Moderni filozof - branitelj kršćanstva.
Vrijedan doprinos ostvario kao urednik i prevoditelj u Vrelu života. Pisao u Franjevačkom vjesniku, Duhovnom životu, suurednik Bogoslovske smotre, urednik Vrhbosne i dr.
Poznanik bl. Ivana Merza i o poznanstvu s Merzom je napisao Moje uspomene na ličnost dr. Ivana Merza i objavio 1933. u Sarajevu.

## Izabrana djela
Izabrana djela:
- Vjerodostojnost objavljene religije
- Crkva Kristova
- Temelji govorništva
- Verbum Dei vivi

## Vanjske poveznice
- Ivan Merz Đuro Gračanin: Moje uspomene na Merza